# Serafino de’ Serafini

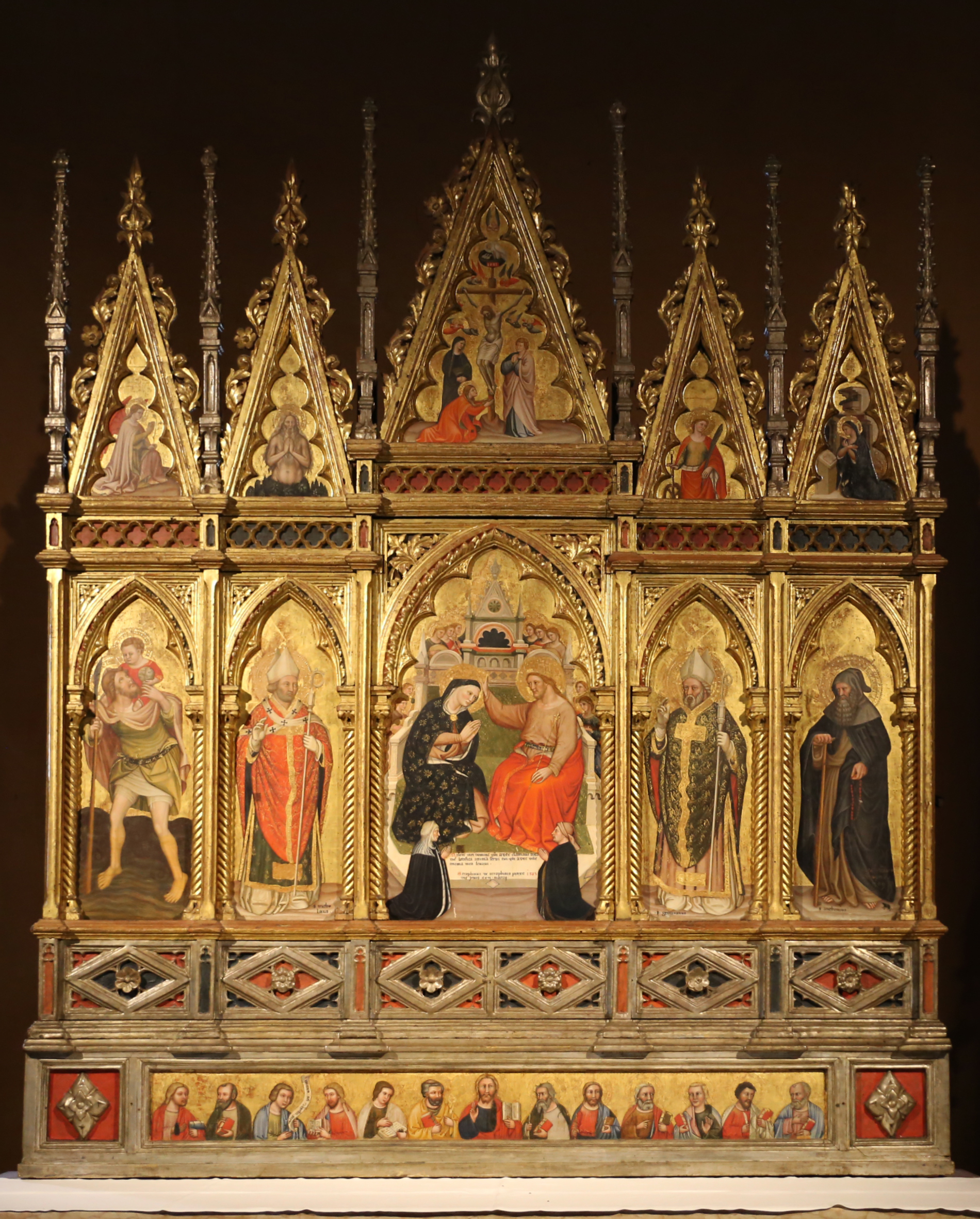
De kroning van Maria, ca. 1385, voor de Dom van Modena

Serafino de’ Serafini of voluit Serafino di Giovanni de Serafini (Modena ca. 1324 – na 1393) was een Italiaanse kunstschilder uit de 14e eeuw afkomstig uit Modena. Hij was een telg uit een familie van baksteen- en terracottafabrikanten.

## Leven
Hij werd geboren omstreeks 1324 als zoon van Giovanni Serafini de Abertis. Zijn geboortedatum kent men niet precies, maar in 1349 bij het overlijden van zijn vader, werd hij aangesteld als voogd voor zijn drie jongere broers en daarvoor moest men minstens 25 jaar oud zijn. Serafino was al in 1346 betrokken bij de kunstwereld via de broer van Tommaso da Modena, maar hij bleef toch tot in de jaren 1350 actief in het familiebedrijf bij de productie van terracotta.
Vanaf augustus 1361 woonde hij in Ferrara dat net als Modena geregeerd werd door de familie Este. In een verkoopakte van 1373 waarin hij fungeerde als getuige, werd hij voor het eerst “schilder” genoemd.

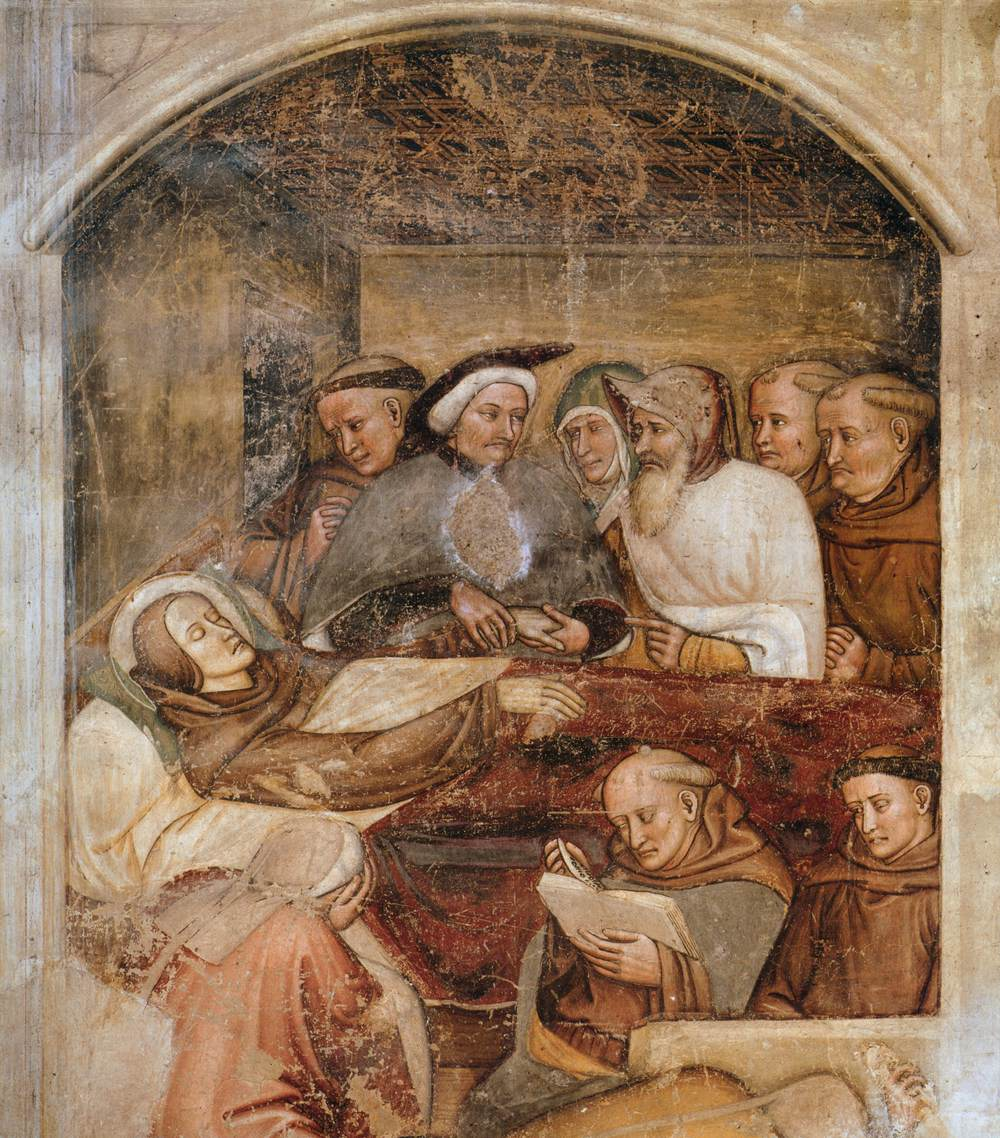
De dood van de heilige Lodewijk, na 1375

In 1375 bevestigde Bonagrazia Muratori da Ferrara, familielid van Niccolò II d'Este, aan Ludovico I Gonzaga, dat Serafino in Mantua was aangekomen nadat hij zijn opdrachten in de Este-paleizen in Ferrara had afgewerkt. Tien jaar later in 1385 signeerde Serafino zijn werk de Kroning van Maria op de predella van het altaarstuk gemaakt voor de Dom van Modena. In 1393 en 1394 wordt hij opnieuw genoemd in Ferrara in drie aktes waarin hij als getuige fungeerde en waarbij zijn zoon, notaris Vitale genoemd, eveneens als getuige optrad.
Het was voor de familie Gonzaga in Mantua dat hij zijn bijzonderste werk maakte. Voor hen schilderde hij de meeste fresco’s van een cyclus over het leven van de heilige Lodewijk van Toulouse met afbeeldingen uit de Passie van Christus in de Chiesa di San Francesco in Mantua. Het werk wordt toegeschreven aan Serafino hoewel de fresco’s waarschijnlijk door Tommaso da Modena zijn ontworpen. De expressieve karaktervolle gezichten en de plasticiteit van de figuren refereren duidelijk naar Tommaso's stijl, maar ook de invloed van de miniaturist Niccolò da Bologna is duidelijk te zien.
Verder is er nog een fresco in de Casa Romei te Ferrara dat de Hemelvaart van Maria voorstelt en gesigneerd is met “Serafino de Mutina me pin”. Dit werk wordt nu bewaard in het Museo di Casa Romei in Ferrara. In het Palazzo Diamante, Pinacoteca Nazionale eveneens in Ferrara kan men nog een fresco bewonderen, De triomf van Sint Augustinus, gemaakt ca. 1378.
- Gemeinsame Normdatei: 130240370
- RKD-Nederlands Instituut voor Kunstgeschiedenis: 71985
- Union List of Artist Names: 500007295
- Virtual International Authority File: 95725348
- WorldCat: E39PCjxDMp6pPDwdD7VjWkwvjK